# Henri Epalle
Henri Epalle (né le 2 février 1938 à La Ricamarie,) est un coureur cycliste français. Professionnel de 1960 à 1963, il a remporté une étape du Tour de Suisse.

## Palmarès
- 1959
  - Grand Prix de Châtel-Guyon
- 1960
  - Grand Prix de Vougy
  - 1re étape du Tour de Suisse
  - Grand Prix de Châtel-Guyon
  - 3e de Manche-Océan
  - 7e du Grand Prix des Nations